# سگوندو د چومون
سگوندو دِ چومون (اسپانیایی: Segundo de Chomón‎؛ ‏ ۱۷ اکتبر ۱۸۷۱ – ۲ مهٔ ۱۹۲۹) کارگردان، فیلم‌نامه‌نویس هنرپیشه و فیلم‌بردار پیشرو اهل اسپانیا بود. وی بین سال‌های ۱۹۰۲ تا ۱۹۲۷ میلادی فعالیت می‌کرد.
وی طی دوران فعالیتش در فرانسه، تعداد بی‌شماری فیلم کوتاه ساخت و او را به‌سبب ابداع و به‌کارگیری ترفندهای بصری و تصویربرداری گوناگون، با «ژرژ ملی‌یس» مقایسه کرده‌اند.
«سگوندو دِ چومون» را مهمترین کارگردان اسپانیایی دوران صامت می‌دانند.